# Mesomyia flavipes
Mesomyia flavipes är en tvåvingeart som först beskrevs av James Stewart Hine 1923.  Mesomyia flavipes ingår i släktet Mesomyia och familjen bromsar. Inga underarter finns listade i Catalogue of Life.